# پت کاف
پت کاف (انگلیسی: Pat Cuff؛ زادهٔ ۱۹ مارس ۱۹۵۲) بازیکن فوتبال اهل بریتانیا است.
از باشگاه‌هایی که در آن بازی کرده‌است می‌توان به باشگاه فوتبال میدلزبرو، باشگاه فوتبال میلوال، باشگاه فوتبال گریمزبی تاون، و باشگاه فوتبال دارلینگتون اشاره کرد.